# Duca di Noto
Duca di Noto era il titolo del secondo in successione del Regno delle Due Sicilie, dopo il Duca di Calabria.
Oggi rappresenta l'erede al titolo di Capo della Real Casa Borbone Due Sicilie.

## Storia
Il titolo nobiliare ebbe origine in epoca normanna. 
Il primo a essere insignito della titolatura fu Giordano d'Altavilla, che ne ricevette il feudo dal padre, il gran conte Ruggero I di Sicilia, dopo che questi ebbe occupato la città siciliana di Noto nel 1091.
Dalla successiva nascita del Regno di Sicilia, il titolo passò tipicamente a indicare il secondo in linea di successione al trono, consuetudine questa che si mantenne, con rare eccezioni, passando attraverso le successive dinastie regnanti. 
In epoca borbonica tale consuetudine divenne poi legge: il re Ferdinando I delle Due Sicilie infatti, concesse il titolo di Duca di Noto al figlio mashio primogenito del Duca di Calabria -legittimo erede al trono duo siciliano- quindi secondo in linea di successione, e segnatamente al principe Ferdinando, futuro re Ferdinando II delle Due Sicilie. 
Il titolo tuttavia non era trasmissibile in termini assoluti, ma doveva rispettare la normativa dello Stato borbonico, atta a identificare la continuità dinastica. 
Dal 2015 titolare è Giacomo di Borbone Due Sicilie y Landaluce, figlio primogenito del Duca di Calabria, Pietro di Borbone-Due Sicilie, Capo della Real Casa di Borbone Due Sicilie.